# Barker (Familienname)
Barker ist ein englischer Familienname, der ursprünglich jemanden bezeichnete, der den Beruf des Gerbers ausübte, analog dem deutschen Familiennamen Gerber.

## Namensträger

### A
- A. L. Barker (1918–2002), englische Schriftstellerin
- Abraham Andrews Barker (1816–1898), US-amerikanischer Politiker
- Alicia Barker (* 1998), US-amerikanisch-philippinische Fußballspielerin
- Andrew Barker (* 1971), US-amerikanischer Jazzmusiker
- Anna Barker (* 1979), britische Biathletin
- Anna Barker (Schauspielerin), kanadische Schauspielerin und Synchronsprecherin
- Audrey Sale-Barker (1903–1994), britische Skirennläuferin und Pilotin

### B
- Ben Barker (Rennfahrer, 1988) (Benjamin John Barker; * 1988), britischer Speedwayrennfahrer
- Ben Barker (Rennfahrer, 1991) (Benjamin Barker; * 1991), britischer Automobilrennfahrer
- Benjamin Barker (Maler, † 1793) († 1793), englischer Maler
- Benjamin Barker (Maler, 1776) (1776–1838), englischer Maler
- Benjamin Barker (Maler, 1817) (1817–1889), englischer Maler und Kopist
- Benjamin Fordyce Barker (1818–1891), US-amerikanischer Arzt und Geburtshelfer

- Bernard Barker (1917–2009), US-amerikanischer Agent
- Billie Barker (* 1998), norwegische Schauspielerin
- Blue Lu Barker (1913–1998), US-amerikanische Bluessängerin
- Bob Barker (1923–2023), US-amerikanischer Fernsehmoderator
- Brandon Barker (* 1996), englischer Fußballspieler

### C
- C. David Parker (* 1935), britischer Springreiter
- Cam Barker (* 1986), kanadischer Eishockeyspieler
- Charles Spackman Barker (1806–1879), englischer Orgelbauer und Erfinder des pneumatischen Hebels
- Chris Barker (Musiker) (* 1980), US-amerikanischer Musiker
- Chris Barker (Fußballspieler) (1980–2020), englischer Fußballspieler
- Chris Barker (Footballspieler) (* 1990), US-amerikanischer American-Football-Spieler
- Christopher Barker (* 1960), Schweizer Schauspieler und Sänger
- Cicely Mary Barker (1895–1973), britische Illustratorin
- Cliff Barker (1921–1998), US-amerikanischer Basketballspieler
- Clive Barker (Fußballtrainer) (1944–2023), südafrikanischer Fußballspieler und -trainer
- Clive Barker (* 1952), britischer Schriftsteller, Graphiker, Maler und Regisseur
- Cordell Barker (* 1956), kanadischer Animator
- Corinne Barker (1890–1928), amerikanische Schauspielerin und Kostümbildnerin

### D
- Dan Barker (* 1949), US-amerikanischer Bürgerrechtler
- Danny Barker (1909–1994), US-amerikanischer Jazzmusiker
- Darren Barker (* 1982), britischer Boxer
- David Barker junior (1797–1834), US-amerikanischer Politiker
- David Barker (Eiskunstläufer), britischer Eiskunstläufer
- David Barker (Regisseur), US-amerikanischer Filmregisseur, Drehbuchautor und Produzent
- David B. Barker (* 1943), britischer Springreiter
- David G. Barker (* 1952), US-amerikanischer Herpetologe
- David J. P. Barker (1938–2013), britischer Mediziner
- Dean Barker (* 1972), neuseeländischer Segler
- Delbert Barker (1932–2024), US-amerikanischer Country- und Rockabilly-Musiker
- Dominic Barker (* 1966), britischer Kinderbuchautor

### E
- Eddie Barker (* 1973), englischer Snookerspieler
- Eileen Barker (* 1938), britische Soziologin
- Elinor Barker (* 1994), walisische Radsportlerin
- Elizabeth Barker, Baroness Barker (* 1961), britische Politikerin
- Eric Barker (1912–1990), britischer Schauspieler
- Ernest Barker (1913–1996), australischer Vielseitigkeitsreiter
- Ervin Barker (1883–1961), US-amerikanischer Hochspringer
- Evelyn Barker (1894–1983), britischer Armee-General

### F
- Florence Barker (Schauspielerin) (1891–1913), US-amerikanische Schauspielerin
- Florence Barker (Schwimmerin) (1908–1986), britische Schwimmerin
- Frank A. Barker (1928–1968), US-amerikanischer Lieutenant Colonel

### G
- George Barker (Botaniker) (1776–1845), englischer Rechtsanwalt und Gärtner
- George Barker (Mafioso), US-amerikanischer Mafioso, Angehöriger der Sektion Chicago Outfit
- George Barker (Fußballspieler) (1875–1953), englischer Fußballspieler
- George Barker (Schriftsteller) (1913–1991), englischer Schriftsteller
- George Digby Barker (1833–1914), britischer General und Gouverneur
- George Frederick Barker (1835–1910), US-amerikanischer Chemiker
- George L. Barker (* 1951), US-amerikanischer Politiker
- George P. Barker (1807–1848), US-amerikanischer Jurist und Politiker
- Graeme Barker (* 1946), englischer Archäologe
- Gregory Barker (* 1966), britischer Politiker
- Guy Barker (* 1957), britischer Jazz-Trompeter und Komponist

### H
- Harley Granville-Barker (1877–1946), britischer Dramatiker, Theaterregisseur, Theaterleiter und Schauspieler
- Harold Barker (1886–1937), britischer Ruderer
- Henry Barker, britischer Hindernisläufer
- Herbert Barker (1929–2006), neuseeländischer Rugby-Union-Spieler
- Hiram Barker, US-amerikanischer Ingenieur, Schleifmaschinenkonstrukteur
- Horace Albert Barker (1907–2000), US-amerikanischer Biochemiker
- Horace R. Barker, US-amerikanischer Ingenieur und Erfinder
- Howard Barker (* 1946), britischer Schriftsteller

### I
- Ian Barker (* 1966), britischer Segler

### J
- Jack Barker (1906–1982), englischer Fußballspieler
- Jake Barker-Daish (* 1993), australischer Fußballspieler
- James Barker (Politiker) (1623–1702), englischer Kolonialpolitiker (Rhode Island)
- James Jeffrey Barker (1892–1947), britischer Leichtathlet
- James Nelson Barker (1784–1858), US-amerikanischer Dramatiker
- James Rollins Barker, kanadischer Diplomat
- Jane Barker (1652–1732), englische Schriftstellerin
- Jared Barker (* 1975), kanadischer Rugby-Union-Spieler
- Jason Barker (* 1971), britischer Übersetzer und Regisseur
- Jean Barker, Baroness Trumpington (1922–2018), britische Politikerin
- Jessica Barker (* 1977), kanadische Schauspielerin
- John Barker (Politiker, um 1746) (um 1746–1918), US-amerikanischer Politiker, Bürgermeister von Philadelphia
- John Barker (Fußballspieler, 1869) (1869–1941), schottischer Fußballspieler
- John Barker (Rennfahrer), britischer Motorradrennfahrer
- John Barker (Politiker, 1947) (* 1947), australischer Politiker
- John Barker (Fußballspieler, 1948) (1948–2004), englischer Fußballspieler
- John Barker (Schriftsteller) (* 1948), britischer Schriftsteller
- John Barker (Politiker, 1951) (* 1951), US-amerikanischer Politiker
- John Barker (Filmemacher), südafrikanischer Regisseur, Drehbuchautor und Produzent
- John L. Barker Sr. (1912–1982), US-amerikanischer Ingenieur und Erfinder
- Jonathan Barker (* 1956), britischer Dermatologe
- Joseph Barker (Politiker, 1751) (1751–1815), US-amerikanischer Politiker (Massachusetts)
- Joseph Barker (Politiker, um 1806) (um 1806–1862), US-amerikanischer Politiker, Bürgermeister von Pittsburgh
- Juliet Barker (* 1958), britische Historikerin

### K
- Keith Barker (* 1959), Segler der Britischen Jungferninseln
- Kirk Barker (* 1983), britischer Schauspieler

### L
- L. W. Barker (* vor 1964), vincentischer Jurist
- Laurell Barker (* 1979), kanadische Musikerin
- Lex Barker (1919–1973), US-amerikanischer Schauspieler
- Lucius J. Barker (1928–2020), US-amerikanischer Politikwissenschaftler
- Lucy Hayward Barker (1872–1948), US-amerikanische Malerin

### M
- Ma Barker (1873–1935), US-amerikanische Verbrecherin
- Martin Barker (1946–2022), britischer Film- und Kulturwissenschaftler
- Mary Anne Barker (1831–1911), britisch-neuseeländische Schriftstellerin
- Matt Barker (* 1979), estnischer Schriftsteller und Psychiater
- Matthew Henry Barker (1790–1846), britischer Schriftsteller
- Megan Barker (* 1997), britische Radsportlerin
- Michael Barker (1884–1960), britischer Generalleutnant
- Mookie Barker, US-amerikanischer Schauspieler und Komiker
- Muhammad Abd-Al-Rahman Barker (Pseudonym: M. A. R. Barker, 1930–2012), US-amerikanischer Schriftsteller und Sprachwissenschaftler
- Myron Irving Barker (1901–1965), US-amerikanischer Romanist

### N
- Natasha Barker (* 1970), australische Gewichtheberin
- Nicola Barker (* 1966), britische Schriftstellerin
- Nigel Barker (1883–1948), australischer Leichtathlet
- Noelle Barker (1928–2013), britische Sängerin und Musikpädagogin

### P
- Pat Barker (* 1943), britische Schriftstellerin und Historikerin
- Penelope Barker (1728–1796), amerikanische Aktivistin der Amerikanischen Revolution
- Peter Barker (Segler) (* 1955), Segler von den Britischen Jungferninseln
- Peter Barker (* 1983), englischer Squashspieler
- Philip Barker (Mediziner) (1929–2015), kanadischer Psychiater und Pädiater
- Philip Barker, Geburtsname von Muhammad Abd-Al-Rahman Barker (1930–2012), US-amerikanischer Sprachwissenschaftler und Schriftsteller
- Philip Barker Webb (auch Philip Barker-Webb; 1793–1854), britischer Botaniker, Geologe und Naturforscher
- Phillip Barker (* 1981), englischer Squashspieler

### R
- Ray W. Barker (1889–1974), US-amerikanischer Generalmajor
- Richard Barker (Turner), britischer Trampolinturner
- Richard Barker (Tennisspieler) (* 1981), britischer Tennisspieler
- Richard Raine Barker (1869–1940), englischer Fußballspieler
- Richie Barker (Fußballspieler, 1939) (Richard Joseph Barker; 1939–2020), englischer Fußballspieler
- Richie Barker (Fußballspieler, 1975) (Richard Ian Barker; * 1975), englischer Fußballspieler
- Rick Barker (Richard John Barker; * 1951), neuseeländischer Politiker
- Robert Barker (Drucker) (1570–1645), englischer Drucker
- Robert Barker, 1. Baronet (um 1732–1789), britischer Offizier und Politiker, Oberbefehlshaber in Indien
- Robert Barker (Maler) (1739–1806), irischer Maler
- Robert Barker (Fußballspieler) (1847–1915), englischer Fußballspieler
- Robert M. Barker (* 1929), US-amerikanischer Tennisspieler
- Robert William Barker, bekannt als Bob Barker (1923–2023), amerikanischer Fernsehmoderator
- Roger Garlock Barker (1903–1990), US-amerikanischer Psychologe
- Ronnie Barker (1929–2005), britischer Schauspieler
- Roxanne Kimberly Barker (* 1991), südafrikanische Fußballspielerin
- Ruby Barker (* 1996), britische Schauspielerin

### S
- S. Omar Barker (1894–1985), US-amerikanischer Autor und Herausgeber von Wildwestromanen
- Sally Barker (* 1959), englische Folkrock-Sängerin
- Sean Barker (* 1980), US-amerikanischer Baseballspieler
- Shaun Barker (* 1982), englischer Fußballspieler
- Simon Barker (* 1964), englischer Fußballspieler
- Sophie Barker (* 1971), britische Singer-Songwriterin
- Stan Barker (1926–1997), britischer Jazzpianist
- Steve Barker (* 1971), britischer Regisseur und Drehbuchautor
- Sue Barker (* 1956), englische Tennisspielerin

### T
- Thomas Barker (Klimaforscher) (1722–1809), englischer Klimaforscher
- Thomas Barker (Maler) (1767–1847), englischer Maler
- Thomas Jones Barker (1813–1882), englischer Maler
- Thomas M. Barker (* 1929), US-amerikanischer Historiker
- Thurman Barker (* 1948), US-amerikanischer Jazz-Schlagzeuger
- Tom Barker (1887–1970), Gewerkschafter und Politiker in Neuseeland und Australien
- Travis Barker (* 1975), US-amerikanischer Schlagzeuger

### W
- Warren Barker (1923–2006), US-amerikanischer Komponist
- William Barker (1909–1992), britischer Diplomat, Übersetzer, Schriftsteller und Gelehrter
- William George Barker (1894–1930), kanadischer Jagdflieger im Ersten Weltkrieg
- William Julius Barker (1886–1968), US-amerikanischer Jurist
- Winsome Fanny Barker (1907–1994), südafrikanische Botanikerin

### Y
- Yanto Barker (* 1980), walisischer Radrennfahrer